# Xiaomi
 (mai 2024).
 (mars 2017).

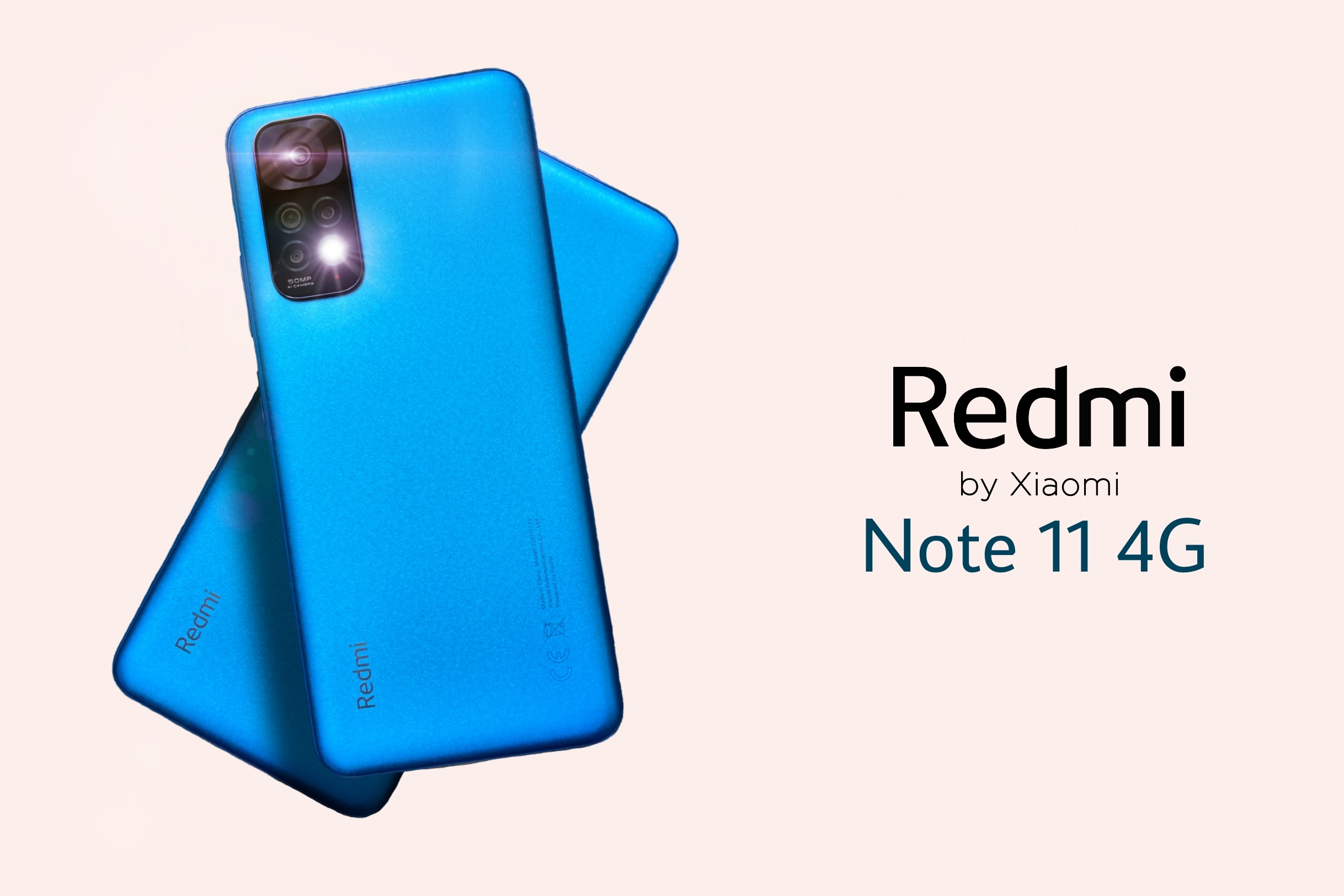
Redmi Note 11 4G

Xiaomi Corporation (chinois simplifié : 小米 ; pinyin : xiǎomǐ [ˈɕjǎumì]  ; littéralement « millet ») est une entreprise chinoise d'électronique et d'informatique basée à Pékin et spécialisée dans la téléphonie mobile et l'électronique grand public. Xiaomi est devenu le 3e constructeur mondial vendant le plus de smartphones en 2023 derrière Samsung et Apple et s'est diversifié dans plusieurs domaines dans la fabrication de produits électroniques. Xiaomi fabrique également des tablettes, des bracelets connectés, des batteries externes, des écouteurs et casques Hi-Fi, des manettes de jeu, des équipements pour les maisons connectées, des caméras miniatures, des box, des routeurs et des télévisions intelligentes et aussi des trottinettes électriques. Le 22 septembre 2015, Xiaomi devient également opérateur de réseau mobile virtuel (MVNO) et en décembre 2023 constructeur automobile avec la berline 100 % électrique Xiaomi SU7.

## Histoire

### Étymologie
Le « Mi » inscrit sur le logo est l'abréviation de « Mobile Internet » mais l'entreprise étend les significations du digramme : il fait aussi référence au titre « mission impossible »  par rapport aux grandes ambitions de Xiaomi qui pouvaient avoir l'air inatteignables.
Le logo Mi représente également le caractère 心 (pinyin : xin1) qui est le caractère du cœur et de la propreté.

### Débuts
Xiaomi a été cofondée par huit partenaires le 6 avril 2010. À cette période, l'entreprise est un studio de développement d'applications pour le système Android. Ainsi, la première création de Xiaomi n'est pas un téléphone portable, mais une application d'assistance aux automobilistes. Cependant, il ne faudra attendre que quelques mois pour voir arriver le développement du système d'exploitation mobile MIUI et le premier téléphone portable de Xiaomi[réf. souhaitée].
Dans la première ronde de financement, les investisseurs impliqués dans son financement sont Temasek Holdings (un fonds d'investissement souverain de Singapour), les fonds de capital-risque chinois de IDG Capital, Qiming Venture Partners ainsi que le fondeur de processeurs mobiles Qualcomm,.
Le 16 août 2010, Lei Jun et son équipe sortent un système d'exploitation pour mobile, MIUI distribution libre du système d'exploitation Android/Linux.

### Développement et début de l'internationalisation
L'entreprise ne visait, jusqu'à 2012, que le marché intérieur de la république populaire de Chine. Depuis avril 2013, elle s'étend à Hong Kong et à Taïwan. Ce n'est qu'en 2014 que son déploiement international commence en dehors de la Chine avec leur première installation à Singapour. Elle continuera ensuite dans d'autres pays.
Le 29 août 2013, l'entreprise annonce embaucher Hugo Barra, ancien responsable Android de Google. Son but est de développer Xiaomi sur le plan international.
Le 9 février 2015, la société Rigo Design, spécialisée dans le design de produits high-tech, est rachetée par Xiaomi. Cette société avait déjà travaillé sur le design des produits de Lenovo. Elle travaille désormais à temps plein pour Xiaomi, se charge du design des produits et aussi du design du système d'exploitation MIUI.
Le 10 février 2015, Xiaomi lance la MiPad hors des frontières de la Chine et commence par Singapour et la Malaisie.
Le 26 avril 2015, Ratan Tata, président de la holding Tata Group, prend une participation dans Xiaomi susceptible de renforcer la présence du constructeur de smartphones sur le territoire indien. Cet investissement aide la firme chinoise à trouver sa place en Inde afin obtenir un deuxième vivier de croissance après la Chine.
Le 10 juin 2015, la firme annonce avoir recruté Wang Xiang, ancien président de Qualcomm en Chine.
Le 1er juillet 2015, son fondateur, Lei Jun, annonce avoir recruté Shou Zi Chew en tant que Directeur financier, un investisseur singapourien reconnu dans le secteur : « Shou Zi est un investisseur à succès avec des idées d'investissement uniques et des compétences financières qui lui ont fait reconnaître la valeur de Xiaomi dès le début et ont aidé DST à compléter son investissement dans la société. »
Le 2 décembre 2015, Xiaomi conclut un accord avec Qualcomm pour pouvoir utiliser les brevets de ce dernier concernant la technologie 3G et 4G. Cet accord permet à Xiaomi de s'internationaliser plus facilement avec une autorisation plus large pour attribuer différentes fonctionnalités liées à la 3G & 4G sur smartphone.

### Développement international
Le 22 avril 2014, le nom de domaine mi.com a été racheté par Xiaomi pour célébrer leurs premiers pas à l'étranger. Xiaomi déclare avoir fait cette démarche afin que lorsqu'ils se déploieront à l'étranger, le nom de la marque soit le plus prononçable possible. C'est depuis cette période que Xiaomi demande à s'appeler « Mi ». Ainsi, mi.com devient donc leur site internet principal. Selon Li Wanquiang, l'un des vice-présidents de Xiaomi, « Le prix de la transaction du nom de domaine mi.com par une entreprise chinoise est considéré comme le plus cher de l'histoire. » atteignant plusieurs millions de dollars.
Le 23 avril 2014, Lei Jun déclare lors d'une conférence que la firme exportera ses produits dans 10 territoires supplémentaires pour l'année 2014 : la Malaisie, les Philippines, l'Inde, l'Indonésie, la Thaïlande et le Viêt Nam. Suivis de près par la Russie, la Turquie, le Brésil et le Mexique
Le 26 juin 2014, Xiaomi s'est officiellement déployé aux Philippines avec comme modèle de lancement le Xiaomi Mi 3 au prix de 10599 pesos philippins, soit 240 dollars américains environ,.
Le 22 octobre 2014, la firme confirme une nouvelle fois son ambition de se déployer à l'à l'étranger en annonçant le déplacement de leurs data-centers. Initialement, leurs data-centers installés en Chine, seront dispersés d'ici le début d'année 2015, dans le monde entier : en Oregon, à Singapour, et en Californie. Les raisons de cette initiative d'après Hugo Barra résideraient principalement dans le besoin constant de garder une vitesse de navigation fluide sur leur site et leurs services dédiés. Mais également selon lui, pour assurer une confidentialité des données,.
Le 7 novembre 2014, Xiaomi annonce vouloir lever des fonds à hauteur de 1,5 milliard de dollars américains pour pouvoir développer ses services de télévisions et se déployer. Selon le Financial Times, si Xiaomi arrivait à lever ces fonds, la valorisation boursière de l'entreprise dépasserait les 40 milliards de dollars américains,.
Le 12 novembre 2014, Xiaomi annonce l'acquisition d'une participation dans Youku Tudou, entreprise spécialisée dans le streaming vidéo, possédée à 23,4 % par Alibaba.
Le 24 novembre 2014, Hugo Barra réagit une nouvelle fois face à un retard évident du déploiement international, affirme sur ce sujet qu'ils sont en pourparler avec l'usine Foxconn afin d'étendre leurs usines de productions ailleurs qu'en Chine, ce qui comprendrait selon lui, l'Inde et le Brésil,.
Le 25 novembre 2014, la société annonce sur les réseaux sociaux avoir dépassé les dix milliards de téléchargements sur son propre magasin d'applications. Baptisé « Mi App Store », cette boutique, à l'instar du Google Play réalise à elle seule 50 millions de téléchargements quotidiens, 364 millions de yuans soit près de 60 millions de dollars que les développeurs ont pu faire transiter entre janvier et octobre 2014 et 3 000 applications conçues spécialement pour la MiPad. À l'occasion de ce succès, Xiaomi annonce une version de son Mi App Store internationale. Jusqu'ici réservé qu'aux utilisateurs chinois, le magasin d'applications de Xiaomi entrera dans les territoires déjà acquis par l'entreprise où des développeurs ailleurs qu'en Chine pourront concevoir des applications et les publier sur le Mi App Store,.
Toujours le 16 janvier 2015, Lei Jun a été également interviewé et a confirmé dans le plan de déploiement international pour 2015 que la Russie et le Brésil sont dans la liste des pays qui seront sûrement accostés par la société.
Le 16 mars 2015, Xiaomi annonce officiellement que le Redmi 2 sera exporté en Malaisie, en Inde et à Singapour. Il en va de même pour la MiPad qui sera exporté en Inde,.
Le 29 mai 2015, Hugo Barra affirme après l'ouverture du store de Xiaomi en Europe et aux États-Unis vouloir vendre les smartphones de la marque dans ces mêmes territoires.
Le 30 juin 2015, Xiaomi annonce son lancement officiel au Brésil lors d'une conférence de presse s'étant déroulée à São Paulo. C'est le premier territoire hors d'Asie où Xiaomi se déploie, un tournant important pour la société,,,,,.
Le 9 juillet 2015, Foxconn annonce finaliser le déploiement de sa nouvelle usine de fabrication en Inde. Une partie de cette usine sera destinée à la fabrication des produits de Xiaomi. La mise en service de cette usine est prévue au plus tôt en août 2015. Xiaomi pourra enfin fabriquer des smartphones localement en Inde pour réduire les frais d'importations élevés afin de devenir rentable.
Le 24 juillet 2015, Xiaomi s'associe à Uber afin de déployer un service de livraison innovant. Disponible en Malaisie et à Singapour, ce service de livraison via l'application VTCiste d'Uber permet à Xiaomi de proposer aux personnes voulant s'acheter un Mi Note, un service de livraison se faisant par l'intermédiaire du service de VTC d'Uber qui livrera ainsi en quelques minutes un Mi Note commandé par l'utilisateur sur l'application.
Le 10 août 2015, Foxconn a mis en service son usine de fabrication. Xiaomi a donc présenté ses premiers Redmi 2 Prime « Made in India », une première et une étape importante pour la firme.
Le 2 novembre 2015, Xiaomi annonce officiellement son arrivée partielle en Afrique. Le déploiement se fera différemment de ce qu'ils ont pu faire jusqu'à présent, car il se fera par l'intermédiaire d'un partenariat avec Mobile in Africa Group (MIA) pour proposer le Redmi 2 et le Mi4 à partir de novembre dans les boutiques du groupe. Xiaomi et MIA vont d’abord se concentrer sur l’Afrique du Sud, le Nigéria et le Kenya. Xiaomi se déploie donc par l'intermédiaire de partenariat qui le dispense d'assumer pleinement le rôle de store sur son site officiel pour l'Afrique, des questions seront donc soulevés concernant le Service Après-Vente et le contenu local MIUI qui ne sera sûrement pas géré encore tant que Xiaomi ne déploie pas ses bureaux en Afrique tout en recrutant une équipe pour ce genre de service,.
Au second trimestre de 2021, le fabricant chinois est devenu, selon Strategy Analytics, le premier vendeur de smartphones en France, avec 30 % du marché.
Le 24 août 2022, 6 des 7 boutiques présentes dans l'Hexagone ont cessé leur activité pour une durée indéterminée à la suite de la liquidation judiciaire de Tell Me, qui les gérait.

## Produits et secteurs d'activité

### Téléphonie
Le 17 février 2015, des employés de la branche Android de Google auraient fait part de leurs inquiétudes concernant la part qu'occupe Xiaomi dans les smartphones, notamment à cause de son OS MIUI qui ne propose aucun service de Google et a même tendance à privilégier des services chinois concurrents de Google.
Le 6 avril 2015, jour de son anniversaire, Xiaomi annonce avoir vendu, depuis la sortie de son premier smartphone, le Mi 1, 100 millions de smartphones[réf. à confirmer].

### Electroménager et maison connectée
Le 15 décembre 2014, Xiaomi a annoncé avoir investi 205 millions de dollars américains (près de 1,3 % du capital) dans la société Midea, constructeur spécialisé dans l'électroménager afin que Xiaomi puisse en fabriquer.
En août 2020, la marque internationale exploite la technologie TOLED qui permet de dévoiler un écran de télévision totalement transparent. Seuls les pixels nécessaires s'allument afin de donner l'impression que l'image flotte.

### Transports
En 2024, le groupe présente sa première voiture électrique : la SU7. A sa sortie, l'entreprise affirme ne pas projeter une commercialisation en dehors de Chine. L'entreprise crée en 2025 un centre de développement à Münich et projette une commercialisation européenne en 2027.

## Communication

### Identité visuelle (logo)

Premier logo utilisé en 2010
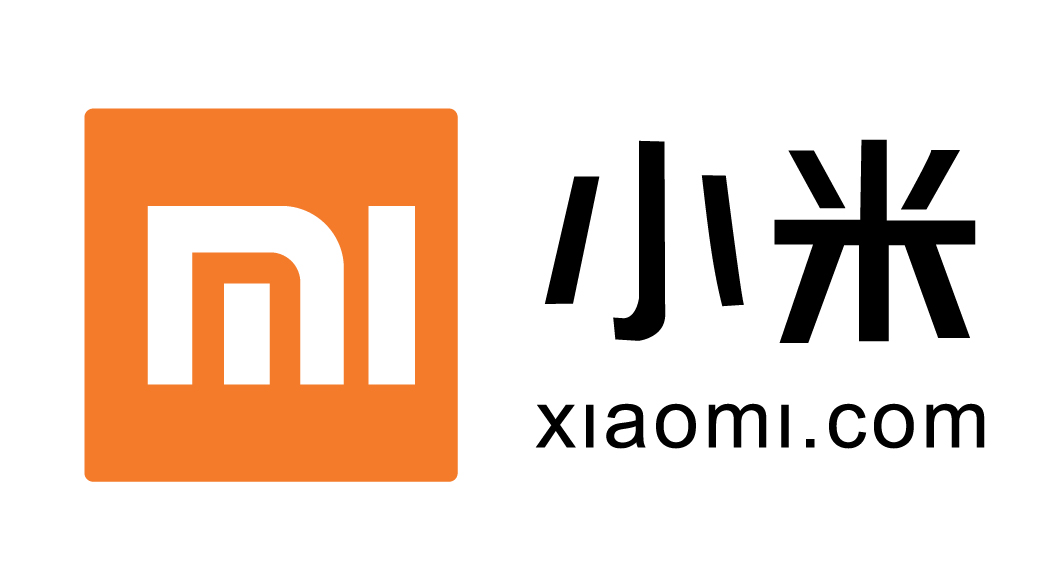
Logo utilisé de 2010 à 2014
Logo utilisé de 2014 à 2021
Logo "Alive" utilisé depuis 2021. Le logo a été modernisé, sa forme est plus circulaire.

## Modèle d'affaires

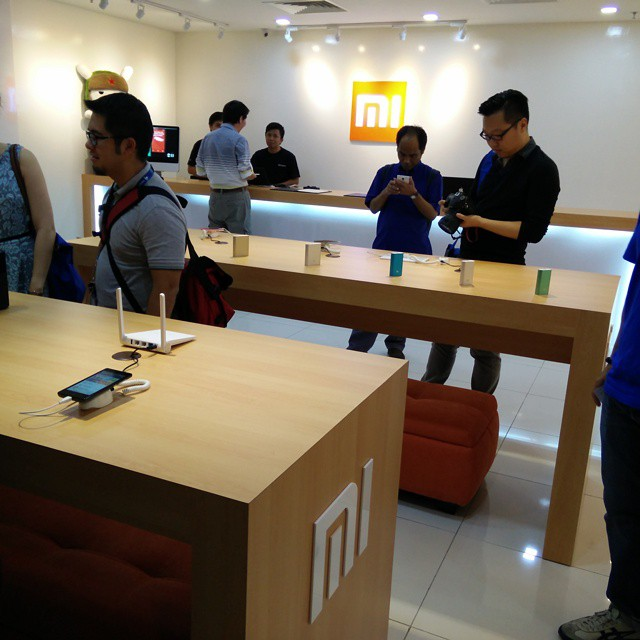
Un des centres de services de Xiaomi (Xiaomi Store) en Malaisie.

Xiaomi emploie une stratégie unique dans la vente de leurs produits, contrairement à d'autres fabricants de smartphones tels que Samsung et Apple. Lei Jun, PDG de Xiaomi explique : « Nous essayons de vendre nos produits au plus près de leur coût de fabrication. » Xiaomi possède de nombreux services qui permettent également de générer des marges,,.
Xiaomi a commencé à déployer depuis fin 2013 des magasins de services. Ces magasins se situent à Chongqing, Xiamen, Dongguan et Tianjin, ils ont pour principales fonctions le service après-vente, apporter des conseils sur l'utilisation des produits Xiaomi et la vente des produits Xiaomi, à l'instar de ce que fait Apple avec ses Apple Store. La firme prévoit 18 magasins Xiaomi d'ici la fin de l'année 2014,.
Février 2017 marque l'arrivée des magasins de la firme en Europe avec l'ouverture d'une boutique à Barcelone, puis à Paris le 22 mai 2018.
La philosophie initiale de Xiaomi étant de vendre exclusivement leurs produits dans leur magasin en ligne seulement. Ils ne misent pas ou peu sur la publicité traditionnelle et s'appuient essentiellement sur les réseaux sociaux et ses propres clients, surnommés les « Mi Fans », un système de bouche à oreille pour aider à remplacer la publicité traditionnelle des produits.
Leur succès repose également sur une stratégie appelée « la stratégie de la faim », consistant à provoquer un effet de rareté dans leurs produits en vendant au compte-gouttes leur stock. Ainsi, ils peuvent vendre plusieurs dizaines de milliers de smartphones en l'espace de quelques secondes ou minutes sur leur site internet. Une stratégie similaire à la vente flash qui marche bien mais qui reçoit souvent des avis négatifs de la part des consommateurs n'étant pas assez rapide pour se le procurer et étant obligé d'attendre la prochaine vente flash qui a souvent lieu une voire plusieurs semaines plus tard,,,.
Les produits de Xiaomi sont fabriqués par les usines de fabrication de Foxconn et Inventec, Foxconn étant l'usine de fabrication choisie par Apple pour fabriquer leurs iPhones,,,.
La mascotte de Xiaomi est un lapin appelé « Mi Bunny », portant un Ouchanka (connu localement comme le « chapeau de Lei Feng » en Chine) avec une étoile rouge et une écharpe rouge autour du cou.
Le 5 novembre 2014, le Wall Street Journal a consulté un document confidentiel de la firme, nous prouvant que le bénéfice net de Xiaomi a presque doublé l'an dernier, ce qui en fait une entreprise rentable. Dans un secteur où la plupart des constructeurs vendent des téléphones à bas prix et ont du mal à atteindre l'équilibre. Le document précise que l'an dernier, Xiaomi réalise un bénéfice net augmentant de 84 % à 3,46 milliards de yuans (566 millions de dollars), contre 1,88 milliard de yuans en 2012. Son chiffre d'affaires a plus que doublé à 27 milliards de yuans. Un autre tableau inclut une prévision d'une augmentation du bénéfice net de 75 % cette année. Alors que ses concurrents dépensent beaucoup d'argent sur les publicités télévisées et d'autres formes traditionnelles de publicité, le marketing de Xiaomi a été axé sur les réseaux sociaux et les forums Internet où de nombreux utilisateurs postent des commentaires, des plaintes et des demandes. Toujours selon le document, Xiaomi a dépensé 876 millions de yuans, soit 3,2 % de son chiffre d'affaires, sur les ventes et les frais de commercialisation l'année dernière. Ses dépenses en 2012 étaient de 416 millions de yuans, soit 3,9 % de son chiffre d'affaires. Après avoir vu le succès de la stratégie de marketing de Xiaomi, de nombreux autres fabricants de smartphones chinois ont commencé à se concentrer davantage sur le marketing en ligne, en utilisant les réseaux sociaux comme un moyen d'interagir avec les consommateurs. Même si la société vend des applications de smartphones, d'autres logiciels et services, 94 % de son chiffre d'affaires proviendrait des ventes de téléphones mobiles l'année dernière, selon le document. Les ventes de services tels que les jeux mobiles ne représentaient que 1 % de son chiffre d'affaires.
L'un des problèmes souvent reproché à Xiaomi est son manque de brevets. Le 16 janvier 2015, Lin Bin donne des précisions sur leurs stratégies à l'avenir : « Dans les années à venir, vous allez voir que le nombre de brevets déposés par l'entreprise augmentera. Beaucoup de ces brevets sont dans des domaines tels que la domotique, les maisons intelligentes, les smartphones, le matériel intelligent, etc. Le secteur en pleine croissance dans lequel nous construisons est l'avenir de l'industrie. ». Lei Jun ajoute également que « Les gens pensent que Xiaomi ne respecte pas l'innovation technologique et n'a pas de brevets. Je pense que tout le monde se méprend. [...] Xiaomi a déposé 2318 brevets l'année dernière, dont 665 qui sont à l'extérieur de la Chine. Notre entreprise aura des dizaines de milliers de brevets dans les prochaines années. »,,.

## Actionnaires
Liste des principaux actionnaires au 18 novembre 2019.
| Jun Lei                                          | 9,94% |
| Morningside Group                                | 8,57% |
| Apoletto Manager                                 | 6,03% |
| Qiming Venture Partners                          | 3,46% |
| Bin Lin                                          | 1,51% |
| The Vanguard Group                               | 1,31% |
| Beijing Shunwei Venture Capital                  | 1,29% |
| BlackRock Fund Advisors                          | 0,95% |
| Capital Research & Management (World Investors)  | 0,73% |
| Capital Research & Management (Global Investors) | 0,37% |

## Controverses

### Similitudes avec les produits Apple
Depuis la création de la firme, les médias ne cessent de faire l'écho de Xiaomi, affirmant que l'entreprise s'inspire ouvertement d'Apple. À commencer par la façon de présenter leurs produits, Lei Jun est souvent vêtu d'un jean et d'une chemise noire, décontracté sur scène avec une gestuelle et une façon de présenter rappelant celle de Steve Jobs, n'hésitant pas à prendre le même protocole d'Apple : « One More Thing » étant la phrase la plus attendue des conférences Apple, car elle présage une dernière information capitale avant la fermeture de la conférence que Steve Jobs va révéler, cette phrase a été reprise à une des conférences de la firme, le 22 juillet 2014, lors de l'annonce du Mi 4. Et c'est ainsi que l'entreprise est désormais surnommée dans la presse : l'« Apple chinois »,.
Encore plus frappant, les ressemblances ne s'arrêtent pas qu'à la présentation des produits par son fondateur. En effet, une photo de présentation du Mi 3 et son appareil photo refait surface. En y regardant de plus près, le designer qui a fait ce montage a mis dans l'objectif de l'appareil photo des couleurs assez prononcées ressemblant au logo du logiciel Aperture d'Apple.
De même avec la ressemblance de produits comme la MiBox et le Mi Router Mini : le design des deux produits sont ressemblants respectivement à l'Apple TV et à la Magic Trackpad d'Apple. De plus, le Xiaomi Mi 4, présenté le 22 juillet 2014 attise les regards des médias à propos du design qu'il possède : les bords biseautés et les coins arrondis faisant rappeler sans doute le design de l'iPhone.
Face à ces constatations, Hugo Barra a décidé d'intervenir dans un premier temps en étant plutôt clair sur le fonctionnement de Xiaomi et sa philosophie :
« Ça me rend malade, je suis fatigué que les médias fassent de telles affirmations sensationnalistes, ils n’ont rien d’autre de mieux à dire. Nous ne sommes pas les seuls à avoir adopté le style de présentation de Steve Jobs, le monde entier l'a fait. Si vous avez deux designers avec les mêmes compétences, c’est logique d’arriver à la même conclusion. Ce n’est pas grave si quelqu’un d’autre est arrivé à la même conclusion. Nous ne copions pas les produits d’Apple. Fin de l’histoire. »
Puis, dans un deuxième temps, justifier ces petits détails qui n'échappent pas, d'abord pour le logo Aperture d'Apple :
« C'était de jeunes designers. Ils étaient en train de découper les coins et étaient à la recherche d’une bonne image de lentille d’appareil photo ; il se trouve que le logo d’Aperture était une image incroyablement belle de lentille. C’était absurde et stupide et ils n’auraient pas dû le faire. » Il affirme donc : « Le problème est que ces personnes de la Silicon Valley n’ont pas accès à nos produits, ils n’ont jamais joué avec, ils ne les ont jamais vus. Prenez un de ces appareils, allumez-le et jouez avec. Jouez avec MIUI et découvrez-en les fonctionnalités, et si vous devez en dire quelque chose, c’est qu’Apple a copié plusieurs éléments, tout comme les autres d’ailleurs [...] La lampe-torche que l’on peut activer depuis iOS 7 depuis l’écran verrouillé, c'est une fonction qui existe depuis trois ans chez Xiaomi. Et la fonction de recherche locale présentée dans l’interface de composition d’Android ? Présente également chez Xiaomi depuis longtemps. […] Les utilisateurs peuvent avoir des attentes sur la façon dont quelque chose doit fonctionner. Lorsque c'est le cas, nous essayons de partir de cette méthode et de l'améliorer. Les gens s'attendant à ce que les choses fonctionnent d'une certaine manière, pourquoi ne pas aller dans cette direction, mais en proposant quelque chose de meilleur ? [...] C'est stupide d'essayer de contourner un design. Pourquoi ne pas chercher à améliorer quelque chose qui marche bien au lieu d'essayer à tout prix de procéder autrement ? Certaines alternatives sont idiotes et l'industrie perd un temps incroyable dans ce type d'exercice. Le système des brevets freine l'éclosion d'innovations. C'est un tel gaspillage d'énergie et de ressources que d'avoir une équipe d'ingénieurs qui essaie de trouver une façon de faire différemment quelque chose au lieu de s'investir pour le rendre bien meilleur. Et une autre équipe derrière l'améliorera encore, et au bout du compte tout le monde y gagnera. »,,,.
Le 28 octobre 2014 lors de la conférence du Wall Street Journal sur les nouvelles technologies, Hugo Barra était invité à cette conférence pour parler de l'entreprise. À la question de savoir si la propriété intellectuelle peut freiner l'arrivée de Xiaomi sur la scène internationale, il répond : « Notre situation en matière de brevets est la même que tout le monde [...] Les risques de litiges ne sont pas un facteur déterminant dans l'analyse des meilleurs marchés pour le déploiement international de Xiaomi. » a-t-il dit. Il en profite pour répondre une nouvelle fois aux critiques de certains, mais surtout à ce que Jonathan Ive (Designer chez Apple) a pu dire sur les constructeurs copiant le design de l'iPhone, pensant que « c’est du vol et de la paresse. » Ne « pensant pas du tout que ce soit bien ». Hugo Barra et Lin Bin avaient répondu séparément, l'un disait : « J’aurai besoin de voir le contexte de ce commentaire pour répondre correctement. Mais je pense que Xiaomi est injustement sous le feu des projecteurs. Si vous faites référence au chanfrein du Mi4, à l’origine de la controverse, c’est bien le même [que sur l’iPhone 5]. Si vous regardez l’iPhone 6, ce dernier a utilisé des éléments de design qui existent depuis des années. L’iPhone 6 reprend des éléments de design que HTC utilise depuis 5 ans. Vous ne pouvez pas vous déclarer comme véritable propriétaire d’un élément de design dans notre industrie ». Et l'autre affirmait : « Xiaomi est une société très ouverte qui ne forcerait jamais personne à utiliser ses produits. Mais personne ne peut juger les produits de Xiaomi sans les avoir essayés auparavant. J’aimerais beaucoup lui offrir un téléphone Xiaomi et je serais curieux d’avoir son avis après l’avoir essayé. » De son côté, Hugo Barra a une nouvelle fois donné la couleur à cette conférence en affirmant : « Il n'y a pas une telle chose comme un langage de conception tout à fait unique dans l'industrie du smartphone, remarquez que l'iPhone 6 d'Apple copie une portion du design du fabricant de smartphones taïwanais HTC. » Il dit que ce que fait Apple n'est pas si différent de ce que Xiaomi fait. « Cette idée de construire sur de grandes idées et de provoquer un tournant, c'est ce que nous faisons. », a-t-il dit,.
Le 11 mai 2015, Hugo Barra a été interviewé par Walt Mossberg concernant l'apport de Xiaomi dans le marché du smartphone : « Nous sommes en train de construire des produits de classe mondiale qui tiennent la route contre toutes remarques de comparaisons, même avec les produits Apple. » a-t-il dit. Selon lui, la capacité de Xiaomi à pouvoir innover et ne plus se reposer constamment sur les produits déjà existants s'est manifestée depuis peu, lors de la présentation du Mi Note qui selon lui, marque le tournant stratégique que Xiaomi souhaitait avoir,,.

### Affaire d’espionnage
Le fabricant chinois a fait l'objet d'une polémique concernant la collecte des données de ses utilisateurs sous son système d'exploitation mobile MIUI. En effet, le 19 juillet 2014, IMA Mobile, une équipe de recherche de Hong Kong a découvert des logiciels espions dissimulés dans le Xiaomi RedMi Note et le Xiaomi RedMi 1S.
Le spyware pouvait sauvegarder automatiquement les données du smartphone, y compris les SMS, les images et le contenu multimédia puis envoyer les données vers les serveurs de la startup en Chine. Les données pouvaient être envoyés lorsque le smartphone ciblé disposait d'une connexion wifi, mais ne pouvaient pas être envoyés si l'appareil était en 3G.
L'équipe de recherche affirmait donc que le Xiaomi RedMi Note était disponible dans les marchés de Hong Kong, Taïwan et de Chine à cette époque. Ils ont tous été installé avec le logiciel espion qui ne pouvait pas être supprimé car étant intégré dans le firmware.
Puis, le 7 août 2014, c'est au tour de F-Secure de confirmer la présence de ces logiciels espions dans certains des appareils de la marque, prouvant ainsi qu'il y a bel et bien des données personnelles d'utilisateurs qui transitent sur les serveurs de Xiaomi sans le consentement des utilisateurs.
Cette collecte de données est en effet liée à une fonctionnalité des appareils Xiaomi, le MIUI Cloud messaging. Ce service permet à l’utilisateur de passer par Internet pour éviter de passer par son forfait de téléphonie, à l'instar de ce que propose Apple avec iMessage. Ce service s’active automatiquement lors de l’allumage du terminal et utilise les identifiants de l’appareil (dont le numéro et l’IMEI) pour identifier les téléphones et router les messages échangés entre eux via ce service. Selon Xiaomi, c’est pour cette raison que F-Secure a détecté une fuite de données sur les téléphones Redmi et non une vaste opération de vol de données utilisateurs.
Mais Xiaomi entend néanmoins que sa politique de confidentialité pouvait poser problème, cette dernière pouvait s'opérer sans le consentement de l'utilisateur. En conséquence, Hugo Barra explique que le service ne sera dorénavant plus activé par défaut sur les téléphones et que les utilisateurs pourront choisir de l’activer ou non via une option dans les paramètres. Cette polémique aura au moins eu le mérite d'inciter le constructeur à un changement de politique appréciable,.
Seulement, le mal est fait. Et le 24 septembre 2014, la NCC de Taïwan (équivalent de la FCC aux États-Unis ou de l'ARCEP en France) décide de passer à l'action compte tenu de l'ampleur qu'avait provoqué cette polémique et a donc décidé d'enquêter en profondeur sur les appareils de Xiaomi afin de savoir s'ils violent la vie privée de ses utilisateurs taïwanais ou non, un des reporters de cette enquête a déclaré : « Nous voulons nous assurer que la situation était telle qu'ils nous l'avaient décrite, nous avons donc décidé d'effectuer nos propres tests. ». Xiaomi avait à l'époque refusé de commenter sur cette enquête dont il faisait l'objet. Le gouvernement de Taiwan affirme que les résultats de l'enquête seront rendus public trois mois après son ouverture, tout en soulignant que leurs « lois sont vraiment strictes, le problème clef, c'est que les entreprises doivent dire aux consommateurs si elles collectent des données privées ou les transfèrent ailleurs. »,.
Mais le 4 décembre 2014, la NCC de Taiwan a finalement décidé d'étendre cette enquête à d'autres constructeurs de smartphones autre que Xiaomi qui sont les suivants : Apple, Samsung, LG, Sony, Huawei, ZTE, HTC, Asustek Computer, Far EasTone Telecommunications, Taiwan Mobile et InFocus. Cependant, la durée de l'enquête reste inchangée.
Le 30 décembre 2014, la NCC publie enfin les résultats de cette enquête, innocentant par la même occasion la totalité des constructeurs ayant été visés par cette enquête, dont Xiaomi. Cette enquête prouve donc que la firme respecte à travers sa politique de confidentialité les données personnelles des utilisateurs taïwanais.

### Suspension des ventes en Inde
Le 10 décembre 2014, Ericsson a réussi à interdire l'importation et la vente de certains des smartphones Xiaomi en Inde. Une injonction a été déposée par la société, prouvant que Xiaomi enfreint huit des brevets d'Ericsson liés à la 3G, la technologie EDGE et AMR. C'est une première pour Xiaomi qui subit sa première contrainte et violation de brevets. Ericsson s'explique : « L'engagement d'Ericsson pour le soutien mondial de la technologie et de l'innovation n'est pas contesté. Il est injuste que Xiaomi puisse bénéficier de nos investissements importants de R&D sans payer de frais de licence raisonnable pour notre technologie. Après plus de trois années de tentatives pour engager une conversation de bonne foi pour les produits conformes aux GSM, EDGE et UMTS/normes WCDMA, Xiaomi continue de refuser de répondre. Ericsson, en dernier ressort, a dû prendre des mesures juridiques. Pour continuer à investir dans la recherche et permettant le développement de nouvelles idées, de nouvelles normes et de nouvelles plates-formes pour l'industrie, nous devons obtenir un juste retour sur nos investissements en R&D. Nous sommes impatients de travailler avec Xiaomi afin de parvenir à une conclusion mutuellement équitable et raisonnable, comme nous le faisons avec tous nos partenaires. ». Xiaomi a répondu : « Nous n'avons pas reçu de note officielle de la Haute Cour de Delhi. Cependant, notre équipe juridique est en train d'évaluer la situation sur la base des informations dont nous disposons. L'Inde est un marché très important pour Xiaomi et nous vous répondrons aussi rapidement que possible en pleine conformité avec les lois de l'Inde. En outre, nous sommes ouverts à travailler avec Ericsson pour résoudre cette affaire à l'amiable. »,.
Cependant, le 16 décembre 2014, la Haute Cour de Delhi a finalement levé l'interdiction de la vente des smartphones par Xiaomi dans le pays sous certaines conditions. En réalité, Xiaomi n'est autorisé qu'à vendre le Xiaomi RedMi Note et le Xiaomi RedMi 1S, car ce sont deux modèles qui sont équipés de chipsets de chez Qualcomm alors que ce sont en réalité les chipsets de chez MediaTek qui posent un problème de brevets.
Le 16 janvier 2015, Lin Bin, l'un des responsables de l'entreprise, donne des réponses concernant les problèmes de violations de brevets lancé par la société Ericsson et qui touche actuellement Xiaomi. Beaucoup disent que ce problème sera une gêne pour la croissance de Xiaomi et « La question des brevets n'est pas près de disparaître. » d'après Bin. « La suspension des ventes de smartphones couvrait la quasi-totalité de nos affaires en Inde, depuis l'utilisation d'autres processeurs, ce risque est presque nul. Nous n'attendons pas à ce que des problèmes de ce type puissent survenir à l'avenir, ralentissant notre campagne d'expansion à l'étranger. Nous sommes sûrs que nous pouvons résoudre ce genre de problème et que nos activités internationales continueront à avancer comme prévu. », poursuit-il. Hugo Barra a également ajouté que « La poursuite d'Ericsson n'affecte en rien les opérations de Xiaomi en Inde à ce jour. Nous avons déjà beaucoup de brevets de propriétés intellectuelles, mais certaines plaintes déposées contre notre société sont illégitimes et Xiaomi combattra ce genre plainte ». Hugo Barra et Lin Bin confirme donc que l'entreprise peut continuer à vendre leurs produits en Inde. Cependant, il est prévu que la Cour suprême de Delhi prenne une décision finale prochainement,,,.
Le 5 février 2015, la société Ericsson suspecte Xiaomi de ne pas respecter son interdiction provisoire de vendre dans le pays des smartphones de la marque sous le chipset du constructeur MediaTek, selon Ericsson, Xiaomi vend des combinés basés sur des chipsets non-Qualcomm à travers un site Web appelé xiaomishop, mais la firme a réfuté ces accusations, affirmant qu'ils n'étaient pas responsable de ce site et que ce dernier abusait de leur nom. La Haute Cour de Delhi doit examiner le dossier ainsi que les accusations,,.
Le 21 février 2015, Xiaomi annonce à la Haute Cour de Delhi qu'ils poursuivront les sites web provoquant du tort à l'entreprise et qui vendent délibérément des smartphones Xiaomi équipé d'une puce MediaTek. Manu Jain, le responsable de Xiaomi en Inde déclare : « Ils font de la contrefaçon sur le dos des marques et font croire que ce sont des produits authentiques provenant du site officiel de Xiaomi, ce qui est faux. Les produits vendus sur ces sites ne sont pas destinés à l'Inde et sont vendus à des prix nettement plus élevés. Nous leur avons écrit plusieurs fois sans succès et avons donc intenté une action en justice contre eux ainsi que quatre à cinq autres qui se proclament vendeur de produits Xiaomi illégalement. » Manu Jain a par ailleurs confirmé qu'ils étaient sur la bonne voie pour fabriquer leurs smartphones en Inde, ils seraient en pourparlers avec les usines de fabrications Foxconn et Inventec pour mettre en place une usine de fabrication en Inde, ils déplaceront également leurs serveurs de données d'ici la fin 2015. Il affirme : « Nous tenons des conversations avec Foxconn et Inventec, qui fabriquent nos produits en majorité, afin de mettre en place une usine d'assemblage en Inde. ». Le site de production est encore à déterminer.
Le 1er juin 2015, la Haute Cour de Delhi a autorisé Xiaomi à rappeler tous les smartphones Redmi et Redmi Note contenant un chipset MediaTek ayant été vendu en Inde pour les renvoyer en Chine. Les charges sont abandonnées, la firme peut donc continuer à vendre ses smartphones et exercer son rôle tant qu'elle ne vendra plus de smartphones contenant un chipset MediaTek susceptible d'enfreindre les brevets d'Ericsson.
Enfin, le 3 mai 2016, la Haute Cour de Delhi a annulé l'injonction provisoire provoquée par Ericsson. La Haute Cour est partiellement en accord avec Xiaomi, ayant prouvé qu'Ericsson avait caché des informations sur deux de ses brevets 3G. Outre ces deux brevets enlevés de l'injonction, Ericsson accuse toujours Xiaomi de violer six autres brevets dont 5 brevets sur la technologie AMR et un brevet sur la connectivité Edge. Xiaomi avait dit à la cour qu'ils avaient déjà obtenu une licence pour les brevets (brevet 3G Ericsson, IN229632 et IN240471) par Qualcomm, qui avait permis la vente de smartphones. Xiaomi avait payé à Qualcomm pour les brevets que Qualcomm payait à Ericsson. En termes plus simples, si Xiaomi payait Qualcomm et Qualcomm payait Ericsson, Ericsson ne peut donc pas prétendre qu'il n'a pas obtenu de redevance pour ses brevets. Le tribunal a révoqué l'injonction car elle était fondée sur ces brevets.

### Mise sur liste noire aux États-Unis
En janvier 2021, Xiaomi est placé sur la liste des Communist Chinese Military Companies par l'administration Trump. Cette décision n'implique pas de conséquence commerciale pour Xiaomi, mais oblige tous les investisseurs américains à liquider l'ensemble de leurs actifs dans la société avant le 11 novembre 2021,.
En mars 2021, un tribunal américain suspend la mise de Xiaomi dans la liste des Communist Chinese Military Companies et dans celle de l'Entity List.